# Inna, Pinna a Rimma
Svatí Inna, Pinna a Rimma byli křesťanští mučedníci žijící v 1. století.
Byli to slované žijící na území severní Skýtie (dnešní Bulharsko). Po příchodu svatého apoštola Ondřeje se stali jeho společníky. Spolu kázali slovo Boží a pokřtili mnoho barbarů.
Při jejich cestách je zajali jeden z barbarských náčelníků a nutil je se vzdát víry v Krista a obětovat bohům, oni odmítli a proto zemřeli mučednickou smrtí. Byli přivázáni ke kůlu na zamrzlé řece.
Katolická církev tyto mučedníky neuznává a nejsou zařazeni v Martyrologium Romanum.
Jejich svátek se slaví 20. ledna.